# 137 a. C.
El año 137 a. C. fue un año del calendario romano prejuliano. En el Imperio romano, fue conocido como el año 617 Ab Urbe condita.

## Acontecimientos
- Galicia - Expedición de Décimo Junio Bruto.
- El Senado romano rechaza la paz entre C. Hostilio Mancino y los numantinos y envía al cónsul M. Emilio Lépido. Lépido realiza expediciones contra los vacceos.[1]